# Road Between
Road Between es el álbum debut de la actriz y cantante estadounidense, Lucy Hale. Fue lanzado por DMG Nashville el 3 de junio de 2014 en América y el 6 de junio de 2014 en Nueva Zelanda y Australia. En diciembre de 2014, Hale comienza a Embarcarse en The Road Between Tour, para promocionar el álbum. Sin embargo, Hale anunció más adelante que la gira fue cancelada debido a su problema vocal.

## Antecedentes
El 12 de junio de 2012, se anunció que ella había firmado un contrato discográfico con Hollywood Records. La grabación estaba programada para comenzar más tarde en 2012 con un sencillo y un álbum de país que vence en 2013. Sin embargo, fue rechazado para un lanzamiento de 2014.[cita requerida]

## Sencillos
El primer single del álbum, You Sound Good to Me, fue lanzado junto con un video musical dirigido por Philip Andelman el 7 de enero de 2014. El segundo sencillo, Lie a Little Better lanzado el 21 de julio de 2014, debutó en el número 60 en la lista  Billboard Country Airplay para la semana que termina el 30 de julio de 2014.

## Lista de canciones
| Road Between |                               |                                                   |               |          |  |
| N.º          | Título                        | Escritor(es)                                      | Productor(es) | Duración |  |
| 1.           | «You Sound Good to Me»        | Ashley Gorley, Luke Laird, Hillary Lindsey        | Mike Daly     | 3:12     |  |
| 2.           | «From the Backseat»           | Daly, Jimmy Robbins, Nicolle Clawson              | Daly          | 3:08     |  |
| 3.           | «Nervous Girls»               | Lindsey, Tom Douglas, James Slater                | Daly          | 4:04     |  |
| 4.           | «Red Dress» (con Joe Nichols) | Todd Sherman Clark, Jessica Lee Mitchell          | Mark Bright   | 4:39     |  |
| 5.           | «Goodbye Gone»                | J.T. Harding, Melissa Peirce, Andy Dodd           | Bright        | 2:57     |  |
| 6.           | «Kiss Me»                     | Daly, Gorley, Chris DeStefano, Lindy Robbins      | Bright        | 3:13     |  |
| 7.           | «Road Between»                | Daly, Melissa Peirce                              | Daly          | 3:33     |  |
| 8.           | «Lie a Little Better»         | Daly, DeStefano, Peirce                           | Bright        | 3:43     |  |
| 9.           | «That's What I Call Crazy»    | DeStefano, Gorley, Kacey Musgraves                | Bright        | 3:26     |  |
| 10.          | «Love Tonight»                | Lucie Silvas, Jeremy Spillman, Jonathan Ian Green | Bright        | 3:15     |  |
| 11.          | «Just Another Song»           | Daly, Lucy Hale, Catt Gravitt                     | Bright        | 4:25     |  |

| Road Between - Edición deluxe (bonus tracks) |                                 |                                  |               |          |  |
| N.º                                          | Título                          | Escritor(es)                     | Productor(es) | Duración |  |
| 12.                                          | «My Little Black Wedding Dress» | Daly, Trey Bruce                 | Daly          | 3:25     |  |
| 13.                                          | «Feels Like Home»               | Hale, Daly, Kristian Bush        | Bright        | 4:05     |  |
| 14.                                          | «Loved»                         | Hale, Brett James, Caitlyn Smith | Bright        | 3:42     |  |
| 15.                                          | «Kiss Me» (Live Acoustic)       | Daly, Gorley, DeStefano, Robbins | Daly          | 3:13     |  |
| 16.                                          | «Road Between» (Live Acoustic)  | Daly, Melissa Peirce             | Daly          | 3:39     |  |

| Road Between - Edición Target Exclusive Deluxe (bonus tracks) |                     |                                |               |          |  |
| N.º                                                           | Título              | Escritor(es)                   | Productor(es) | Duración |  |
| 17.                                                           | «Runaway Circus»    | Jenn Schott, Jason Saenz       | Bright        | 3:09     |  |
| 18.                                                           | «Those Three Words» | Lindsay Ell, Jon Nite, Robbins | Bright        | 3:09     |  |

| Road Between - Edición Walmart (bonus track) |           |                                          |               |          |  |
| N.º                                          | Título    | Escritor(es)                             | Productor(es) | Duración |  |
| 12.                                          | «Come On» | Kurt Allison, Vicky McGeHee, Brain Davis | Bright        | 3:16     |  |